# Xestia suavis
Xestia suavis là một loài bướm đêm trong họ Noctuidae.